# Maltese - Il romanzo del Commissario
Maltese - Il romanzo del commissario è una miniserie televisiva del 2017, diretta da Gianluca Maria Tavarelli, andata in onda dall'8 al 16 maggio 2017 su Rai 1.

## Trama
Dario Maltese è un commissario di polizia della narcotici di Roma, durante la fine degli anni '70. Decide di tornare nella sua città natale, Trapani, per il matrimonio di un amico e collega che però viene ucciso davanti a lui. Dario allora si fa trasferire in Sicilia e ne prende il posto. Scoprirà che questi aveva scoperto i legami tra mafia, politica e finanza e lui completerà l'indagine.

## Puntate
| nº | Titolo          | Prima TV       |
| -- | --------------- | -------------- |
| 1  | Prima puntata   | 8 maggio 2017  |
| 2  | Seconda puntata | 10 maggio 2017 |
| 3  | Terza puntata   | 15 maggio 2017 |
| 4  | Quarta puntata  | 16 maggio 2017 |

### Prima puntata
Roma, 1976. Il commissario della narcotici Dario Maltese torna dopo vent'anni nella sua città natale, Trapani (che aveva lasciato dopo il suicidio del padre poliziotto), per fare da testimone al matrimonio dell'amico e collega Gianni Peralta con Mariangela, che è incinta. La coppia viene però uccisa in un agguato davanti a lui. Dario, su richiesta del padre dell'amico, ottiene il trasferimento alla questura di Trapani, diretta da un vecchio amico del padre, Aldo Saura, per indagare sulla vicenda, con la squadra che era del commissario Peralta: Saverio Mandarà, Cesare Millocca detto U normannu, Ernesto Lo Giudice U cunigghiu e il maresciallo maggiore Lucio De Falco U chiovu. Si segue la pista sentimentale: Peralta sarebbe stato ucciso da Nicolò Miceli, fidanzato della sua amante Santina Spatuzza. Maltese scova e arresta il latitante, ma da subito non crede che sia lui l'assassino e pensa che egli sia solo un mandante. Intanto, vicino all'alloggio temporaneo del commissario, atterra spesso in gran segreto e di notte un aereo privato. Spinto dalla curiosità, Maltese una sera segue i passeggeri fino ad un ristorante, incontrando lì fuori il giornalista Mauro Licata che gli indica i nomi dei presenti alla cena: il sindaco Lamberto Scirè, il senatore Melendez (proprietario di mezza Trapani e delle terre circostanti), sua figlia Giulia con il marito Luciano Consalvo del Banco di Trinacria e il cognato Francesco Consalvo detto "lo squalo" perché ha una società di riscossione.
- Ascolti Italia: 7.433.000 spettatori - share 30.26%[4]

### Seconda puntata
Le indagini di Maltese si concentrano su Gaspare Renda e su due suoi amici spariti tempo prima, Natalina Retondo e il fidanzato Carmine Crociata. Maltese riesce ad arrestare Renda, che confessa di aver ucciso i due su ordine del mafioso Alessio Leone e fa ritrovare i loro cadaveri in una cava. Il procuratore Leonci trasferisce però Renda in un ospedale psichiatrico, dove egli viene sottoposto ad elettroshock. Qui viene interrogato da Maltese e dal PM Montano, ai quali riesce a raccontare che Crociata era un informatore di Peralta e che - a fare da tramite tra lui e una tale "Wanda" - era la Spatuzza, rapita intanto dal clan. Maltese cerca di convincere Miceli a collaborare, ma questo viene ammazzato in cella. Così il commissario fa scrivere un articolo dall'amico Licata su tutta la vicenda. Anche Renda viene trovato morto nella sua cella, il commissario è in difficoltà perché l'inchiesta è su un binario morto. Elisa, che nel frattempo ha intrapreso una relazione con il commissario, ha appena scoperto che "Wanda" è anche il nome una rara orchidea allevata da Giulia Melendez.
- Ascolti Italia: 5.665.000 spettatori - share 23.7%[5]

### Terza puntata
Il medico legale accerta che Renda è stato ammazzato e per questo il procuratore Leonci si scontra con Maltese. Il commissario nota che la perizia è uguale a quella di suo padre, apparentemente morto suicida vent'anni prima, e inizia così a indagare. In una raffineria di droga arresta poi alcuni mafiosi, tra cui "il marsigliese". A una serata elegante, tra gli uomini più potenti della città, Maltese rifiuta la proposta del sindaco di prendere il posto del questore Saura quando andrà in pensione, e insiste per convincere Giulia Melendez ad aiutarlo. Le indagini si concentrano poi sulla costruzione dell'aeroporto della Valle del Belice, un affare che coinvolge il sindaco, il senatore Melendez e i Consalvo. Per questioni personali Melendez alza la voce con il sindaco e viene ucciso da dei sicari di Alessio Leone. Subito dopo vengono eliminati anche Luciano Consalvo con la moglie Giulia e la figlia mentre stanno per lasciare l'Italia per cominciare una nuova vita all'estero.
- Ascolti Italia: 6.226.000 spettatori - share 26.5%[6]

### Quarta puntata
Vengono celebrati i funerali di Consalvo e dei Melendez. Francesco Consalvo si incontra con il boss Alessio Leone, che gli racconta di aver dovuto uccidere il fratello, seppure fosse in partenza per il Canada, perché la moglie avrebbe potuto essere di intralcio e avrebbe potuto influenzarlo. Anche la Procura di Marsala nega a Maltese di accedere agli atti del notaio Colaianni e la squadra va di notte a recuperarli di nascosto nell'ufficio notarile ma arrivano anche Leone e i suoi picciotti: parte uno scontro a fuoco con i mafiosi che devono scappare appena sentono le sirene. Si sospetta così che ci sia una talpa all'interno della squadra. Il dottor Rocco Cavasino, medico legale che fece l'autopsia sul corpo del padre di Maltese, teme per la propria vita e prima di partire consegna una registrazione a Licata e alla Ripstein; sulla strada per Trapani il giornalista viene però ucciso da Alessio Leone e Leoluca Musumeci, che portano via la registrazione. La fotografa, che si è salvata scappando nei boschi, riconosce Musumeci che viene così arrestato nella sua officina. Da lì, tramite un'utenza della luce, viene individuato e arrestato anche Leone. La PM Montano viene trasferita, colpevole secondo Leonci di aver coperto Maltese. Il commissario, rifiutata la proposta del questore Saura di essere promosso a vice-questore in un'altra città, continua le indagini concentrandosi su Laura Nitto, comproprietaria dei terreni dove dovrebbe sorgere l'aeroporto e morta in Canada poco tempo prima. Maltese scopre che lei in realtà è Angelica, scappata dalla Sicilia perché rimasta incinta a 15 anni, dopo il presunto abuso del padre del commissario che lo avrebbe portato al suicidio. Dario si reca quindi in Canada per parlare con Rosalia, la figlia della donna, che però non gli fornisce le informazioni sperate; sulla lapide di Angelica legge una frase che lo fa riflettere, "esistono cose contro cui non puoi combattere, l'amore è una di queste" (il questore Saura aveva citato la stessa frase durante un loro colloquio). Tornato a Trapani, riesce a salvare appena in tempo la Ripstein (e Cesare Milocca che la scortava) da due picciotti che scopre poliziotti e affronta Saura, avendo intuito che è lui la mente di tutto e che era stato lui ad intraprendere una relazione con Angelica, ancora minorenne. L'uomo, ricattato dalla mafia locale per la sua relazione clandestina, si unì alla malavita, inventando poi lo scandalo contro il padre di Maltese e inscenandone il suicidio. Il commissario gli concede due ore per costituirsi, ma appena egli esce dalla stanza l'uomo si spara.
- Ascolti Italia: 5.765.000 spettatori - share 24.3%[7]

## Produzione
Il soggetto della serie è originale ma i produttori l'hanno definita "un omaggio a La piovra".
Le riprese sono state effettuate, nella primavera-estate 2016, in gran parte a Trapani, con il comune che ha stipulato un protocollo d’intesa con la società per fornire alcuni servizi e per coordinare tempi e utilizzo dei luoghi per le riprese. Alcune scene sono poi state girate anche a Palermo, a Selinunte, all'aeroporto militare Comani di Latina, alle saline di Nubia e di Marsala e a Castellammare del Golfo. Per la scelta del cast la produzione ha svolto un lavoro quasi giornalistico, andando ad analizzare sul settimanale L'Europeo dell'epoca i volti dei veri poliziotti siciliani.

Durante le riprese, come sede del commissariato è stata utilizzata per gli esterni la facciata del Municipio di Trapani già palazzo D'Alì.